# William Dorsey Pender
William Dorsey Pender (1834–1863) – jeden z najmłodszych i najbardziej obiecujących generałów wojny secesyjnej, walczących po stronie Konfederacji. Śmiertelnie ranny w bitwie pod Gettysburgiem.

## Życiorys
Dorsey Pender (pod takim mianem znali go przyjaciele) urodził się w Pender’s Crossroards, w hrabstwie Edgecombe. Jego rodzicami byli James i Sally Routh Pender. Ukończył akademię wojskową w West Point w 1854 r. i został mianowany podporucznikiem w 1. Regimencie Artylerii. Później służył także w 2. Regimencie, jak również w 1. Regimencie Dragonów, w którym wykazał się męstwem podczas wojen indiańskich na Terytorium Waszyngtonu.

### Wojna secesyjna
21 marca 1861 r. Pender złożył rezygnację ze służby w armii federalnej i został mianowany kapitanem artylerii armii Konfederacji. Do maja awansował na pułkownika i dowódcę 3. Regimentu Piechoty z Płn. Karoliny, a później 6. Zasłużywszy się pod Seven Pines w czerwcu 1862 r. został mianowany generałem brygady – przydzielono mu dowództwo brygady z Płn. Karoliny, wchodzącej w skład Lekkiej Dywizji A. P. Hilla. Prezydent Jefferson Davis osobiście awansował Pendera na polu bitwy pod Seven Pines.
Podczas bitwy siedmiodniowej Pender działał agresywnie. Został ranny w ramię pod Glendale, jednakże doszedł do siebie na tyle szybko, by dołączyć do swojej brygady w starciach pod Cedar Mountain i nad Bull Run (gdzie został ponownie lekko ranny, tym razem w głowę przez wybuchający pocisk) oraz o Harpers Ferry i nad Antietam. W ostatnim miejscu przybył w samą porę wraz z A.P. Hillem, ratując Armię Północnej Wirginii przed poważną porażką na prawej flance.
Pod Fredricksburgiem został ponownie ranny, w lewe ramię, jednakże kość pozostała nietknięta – Pender pozostał na polu walki, dowodząc, mimo krwawiącej rany. 2 maja, pod Chancellorsville A.P. Hill został ranny podczas słynnego marszu ataku na flankę XI Korpusu Unii, prowadzonego przez Thomasa „Stonewalla” Jacksona – Pender przejął dowodzenie nad dywizją. Następnego dnia Pender został ponownie ranny w ramię, trafiony kulą, która wcześniej przebiła oficera stojącego przed nim.
Śmierć Jacksona zmusiła gen. Roberta E. Lee do przeorganizowania armii i mianowania A.P. Hilla dowódcą nowo utworzonego III Korpusu. Pender, mający wówczas 29 lat, został awansowany na generała dywizji. Jego postawa była bardzo dobrze oceniana przez przełożonych. Lee pisał do prezydenta Davisa Pender jest doskonałym oficerem, oddanym, przedsiębiorczym i odważnym; jego działania są widoczne w każdej bitwie i, jak mniemam, w każdej z nich był raniony.

### Śmierć
Obiecująca kariera Pendera zakończyła się pod Gettysburgiem. 1 lipca 1863 r. jego dywizja ruszyła na pomoc dywizji Henry’ego Hetha poprzez Chambersburg Pike, kierując się na Gettysburg. Heth napotkał mocniejszy niż przypuszczał opór I Korpusu Unii i został odparty podczas pierwszego ataku. Co niezwykle, Pender nie zaszarżował, by pomóc Hethowi, a zajął pozycje na Herr Ridge i oczekiwał na rozwój wydarzeń. Przy drugim natarciu Hill zażądał, aby Pender wsparł Hetha, jednakże ten odmówił przyjęcia pomocy i ponownie dywizja młodego generała pozostała w tyle. Heth uderzył na linie wojsk federalnych ustawione na grani McPhersona i ponownie został odparty. Raniony, nie mógł prosić o pomoc Pendera, którą wcześniej odrzucił. Hill wydał stojącemu na tyłach generałowi rozkaz zaatakowania pozycji Unii na Seminary Ridge ok. godziny 16.00. Po trzydziestu minutach, trzy z posłanych brygad były bardzo wykrwawione, a jedna z nich, pod dowództwem Alfreda Scalesa została całkowicie rozbita przez ostrzał szrapnelowy. Ostatecznie jednak żołnierze Pendera zmusili unionistów do odwrotu w kierunku Gettysburga.
2 lipca Pender otrzymał posterunek w pobliżu seminarium luterańskiego. Podczas ataku echelonowego, rozpoczętego przez Jamesa Longstreeta na prawej flance, dywizja Pendera miała posuwać się w pobliżu Cemetery Hill, na lewo od sił Richarda Andersona. Pender został ranny w łydkę przez fragment pocisku wystrzelonego z Cemetery Hill, po czym przekazał dowodzenie Jamesowi Lane’owi. Zmiana w przywództwie złamała impet natarcia. Pender został ewakuowany do Staunton (Virginia), gdzie 18 lipca pękła arteria w zranionej nodze. Lekarze amputowali ją, próbując ocalić życie, jednakże młody generał zmarł parę godzin później.

## Spuścizna
Pender został pochowany na Calvary Churchyard w Tarboro (Karolina Północna). Jego nazwisko zostało uwiecznione w nazwie hrabstwa Pender, założonego w 1875 r. W 1965 r. wydane zostały jego listy do żony pod tytułem The General to his Lady: The Civil War letters of William Dorsey Pender to Fanny Pender.
Podczas II wojny światowej US Navy wodowało statek typu Liberty ochrzczony „William D. Pender”, w dowód uznania dla generała.